# 제9회 부산독립영화제
제9회 부산독립영화제는 2007년 11월 23일에 열린 시상식이다.

## 수상 및 후보

### 백팔번뇌상
- 환상의 크래커 - 박세현 수상

### 고군분투상
- 제제에게 가는 길 - 강우영 외2명 수상

### 특별언급
- 고함 - 배종대 수상
- 검은 깃발 - 엄준석 수상